# マイヤー・シュスター転位
マイヤー・シュスター転位（マイヤー・シュスターてんい、英語: Meyer–Schuster rearrangement）とは、有機化学における人名反応のひとつで、酸の作用によりプロパルギルアルコールの誘導体が α,β-不飽和ケトンに異性化する反応のこと

。1922年、Kurt H. Meyer と Kurt Schuster, K. によって最初に報告された

。
酸として、酢酸、硫酸、塩酸などが用いられる。
アセチレンが末端 (R'' = H) の場合はループ転位 (Rupe rearrangement) が起こる。
塩基を用いて不飽和ケトンを得る類似の反応があり、ファヴォルスキー反応 (Favorskii reaction) と呼ばれる。

## 反応機構
反応機構は Edens ら

やAndresら

によって調べられた。
彼らの研究によると、反応機構は(1)ヒドロキシ基のプロトン化に続くE1脱離によってアルキンからアレンが生成し、(2)カルボカチオンへの水分子の付加および脱プロトン化後、(3)ケト-エノール互変異性によりα,β-不飽和カルボニル化合物が得られるという過程を経る。この反応の駆動力は、カルボカチオンを経由した不飽和カルボニル化合物の不可逆的な生成にあるとされている。遷移状態は溶媒のかご効果によって安定化されていることが報告されている。

## ループ転位
α-アセチレニル基を有する三級アルコールの反応では、マイヤー・シュスター転位を経由したアルデヒド化合物よりはむしろ、エンイン中間体を経てα,β-不飽和メチルケトンが生成する。この反応はループ転位と呼ばれ、マイヤー・シュスター転位と競合する。

## 触媒を利用した反応
典型的なマイヤー・シュスター転位反応では強酸存在下という過酷な条件なため、三級アルコールではループ転位反応の競合を引き起こす。この競合反応を抑える温和な反応条件は遷移金属化合物やルイス酸触媒を用いることで達成された。

例えば、CadiernoらはInCl{\displaystyle _{3}}触媒存在下にてマイクロ波を照射すると、下記の立体選択的な反応が短時間かつ良好な収率で進行することを見出した。

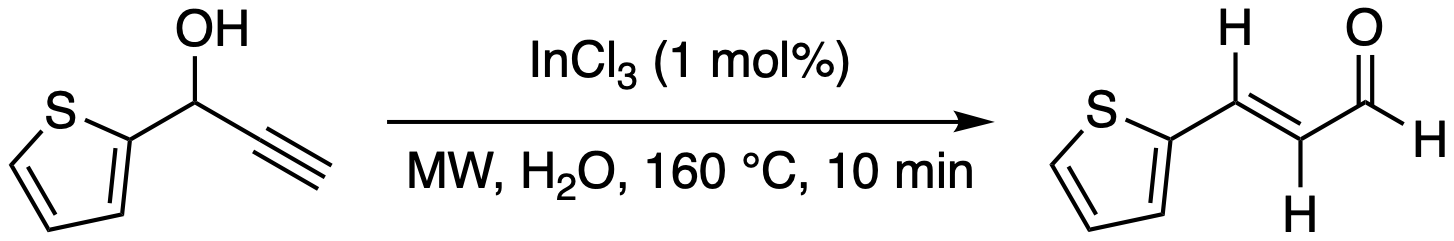
マイクロ波照射によって加速されたIn触媒存在下でのループ転位